# 莱比锡电信应用科技大学
莱比锡电信应用科技大学（德語：Deutsche Telekom - Hochschule für Telekommunikation, Leipzig (FH)，HfTL）是一所位于德国莱比锡的私立大学。该校的法人是德国电信。
这所应用科技大学坐落在莱比锡市南端的Connewitz区。学校提供通信工程和电信信息学的本科课程，信息与通信技术的研究生课程。

## 学校历史
莱比锡电信应用科技大学成立于1991年，最初名为Rosa Luxemburg工程学院。根据当时的学制，学生必须通过三年的课程学习和为期五年的实习，进而成为工程师。
1990年，该校由德国邮政与电信公司（Deutschen Bundespost Telekom）接手，并由奠基人U. Rabenhorst教授拓展成应用科技大学。1991年，学校获得萨克森州的承认
随着德国教育系统波罗尼亚进程的进展，学校引进了学士和研究生制度，与国际教育系统接轨。2007年，学校更名为莱比锡电信应用科技大学，以突出其在电信方面的特长。

## 学习课程
莱比锡电信应用科技大学提供以下学习课程
- 通信工程工程学士（6学期制）
- 电信信息学工程学士（6学期制）
- 信息与通信技术工程硕士（4学期制）（需有学士学位）

所有学习课程均开始于冬季学期，即每年10月。

## 合作伙伴
- 保加利亚通信高等学院
- 北京邮电大学
- 南京科技大学
- 同济大学科技学院
- 西安邮电大学
- University of Nebraska at Omaha

## 相关链接
- 官方网站（德文）